# Pribina

Vista de las fronteras del Principado de Nitra alrededor de 833

Pribina (c. 800  861) fue un príncipe eslavo cuya aventurera carrera, registrada en la Conversión de los bávaros y los Carantanios (un trabajo histórico escrito en 870), ilustra la volatilidad política de las fronteras franco-eslavas de la época. Pribina fue el primer gobernante de origen eslavo en construir una iglesia cristiana en territorio eslavo en Nitra, y también el primero en aceptar el bautismo.
Fue atacado y expulsado de su patria por Mojmir I, duque de Moravia. Pribina huyó primero junto a Radbodo, uno de los señores de frontera de Francia Oriental. Después vagó por Europa Central y Suroriental durante varios años. Finalmente, a finales de los años 830, Luis el Germánico, rey de Francia Oriental concedió a Pribina tierras cerca del lago Balatón (en la actual Hungría) dónde instaló su principado bajo la suzeranía del rey. Murió luchando contra los Moravios.

## Primeros años
Según una nota marginal en la Conversión que ha sido incorporada en la actualidad al texto principal, las tierras alodiales de Pribina se situaban in Nitrava ultra Danuvium donde el arzobispo Adalram de Salzburgo (821–836) consagró una iglesia. Ya que Nitrava ha sido identificado, aunque no unánimemente, con la actual Nitra en Eslovaquia, se considera que Pribina gobernó la mayor fortaleza medieval excavada en aquella ciudad. La consagración de la iglesia de Nitrava tuvo lugar alrededor de 827, lo que la convierte en la primera iglesia de toda Europa Oriental cuya existencia está documentada por escrito. Que la iglesia fuera consagrada por el propio Pribina (que se mantuvo como catecúmeno), o por su mujer no está claro. Ella parece haber sido miembro de la familia bávara Wilhelminer.
Si Pribina gobernaba Nitrava como lugarteniente de Mojmír I, el primer señor conocido de Moravia, o era  —quizás el segundo o tercer— príncipe de un principado eslavo independiente es algo que todavía debaten historiadores modernos. La mejor fuente sobre su vida, el Conversio Bagoariorum et Carantanorum nunca le consideró como dux (gentilis). No obstante, según la Conversión, fue «expulsado al otro lado del Danubio por Mojmír, duque de los moravos» poco después de que las defensas de las marcas orientales de Francia Oriental hubieran sido conquistadas por Radbodo alrededor de 833.

## Deambulando
Tras ser expulsado, Pribina huyó y se presentó ante Radbodo que lo condujo ante Luis el Germánico. El rey ordenó que Pribina fuera bautizado en la iglesia de Traismauer (Austria) y que sirviera con sus seguidores en el ejército de Radbodo. Más pronto que tarde, ambos se enfrentaron, y el último, temiendo por su vida, huyó con su hijo Kocel a Bulgaria. Sin embargo, Malamir de Bulgaria estaba en paz con Francia Oriental, por lo que Pribina no pudo convencerlo para que declarase la guerra a los francos.
Posteriormente, Pribina partió hacia la Baja Panonia, región gobernada por el príncipe eslavo Ratimir. Al ser esta zona parte de la prefectura de Radbodo, el asilo concedido por Ratimir a Pribina era equivalente a rebelión. Por tanto, en 838 Luis el Germánico envió a Radbodo al frente de un gran ejército bávaro para aplastar a Ratimir, pero Pribina y sus seguidores se refugiaron con Salacho, conde de Carniola, que negoció la reconciliación entre Radbodo y Pribina.
Luis el Germánico solucionó la continua inestabilidad de la Baja Panonia nombrando a Pribina nuevo señor de la región, en calidad de vasallo. El 10 de enero de 846, a petición de sus seguidores, el rey concedió a Pribina tierras cerca del lago Balaton, en el río Zala, desde donde gobernaría como dux («duque») en nombre de Luis el Germánico.

## Duxen Panonia Inferior

Principado de Panonia Inferior durante el gobierno de Pribina

La principal tarea de Pribina fue la de reunir los grupos de eslavos que huían de todos lados y manterles leales a los francos. Con este propósito, comenzó a construir una gran fortaleza en 846 como centro de operaciones en la región del lago Balatón, en la actual Zalavár rodeada por bosques y ciénagas a lo largo del río Zala. Su extremadamente bien fortificado castillo sería conocido como Blatnohrad (Blatnograd)[20] o Moosburg ("Fortaleza de la Ciénaga") sirvió como bastión tanto contra los búlgaros como contra los moravos. La autoridad de Pribina se extendía desde el río Raba hacia el norte, hasta Pécs al sureste, y Ptuj al oeste.
Pribina emprendió la cristianización de la población local y construyó iglesias en la región. A petición suya, el arzobispo de Salzburgo consagró varias iglesias en la Baja Panonia, entre ellas una en la actual Pécs. Pribina realizó también una donación de trescientas casas y viñas en un meandro del río Zala al monasterio de Niederaltaich, confirmada en 860 por Luis el Germánico.
Pribina parece haber jugado una papel destacado en las campañas de Luis el Germánico contra Mojmir I de Moravia. Por ejemplo, en 846 el rey le otorgó un generosos regalo de cien casas en las marcas bávaras, presumiblemente para el suministro de las tropas de Pribina en campaña. Además, en 847 Luis el Germánico convirtió todos los beneficios concedidos a Pribina cerca del Lago Balaton, excepto los correspondientes al arzobispo de Salzburgo, en propiedad personal para premiarle por su leal servicio, presumiblemente en las recientes campañas contra Bohemios y Moravios.
Hay cierta incertidumbre sobre la muerte de Pribina. Pudo haber muerto luchando contra los Moravios partidarios de Carlomán, hijo del rey que se había rebelado contra su padre, o capturado y entregado a los moravios por el mismo Carlomán. Su hijo, Koceľ fue instalado como gobernante de Baja Panonia en 864 por Luis el Germánico.